# Chelmon
Chelmon  a sügéralakúak (Perciformes) rendjébe és a sörtefogúfélék (Chaetodontidae) családjába sorolt halnem.

## Az ide tartozó fajok
Ebbe a halnembe három faj tartozik:
- Chelmon marginalis J. Richardson, 1842
- Chelmon muelleri Klunzinger, 1880
- Chelmon rostratus (Linnaeus, 1758) (Közönséges csipeszhal)